# Schwingetal (Naturschutzgebiet)
Das Schwingetal ist ein Naturschutzgebiet in der niedersächsischen Stadt Bremervörde im Landkreis Rotenburg (Wümme).

## Allgemeines
Das Naturschutzgebiet mit dem Kennzeichen NSG LÜ 308 ist rund 40 Hektar groß. Es ist Bestandteil des 2004 ausgewiesenen, gleichnamigen FFH-Gebietes. Nach Osten grenzt es an das Landschaftsschutzgebiet „Schwingetal“ im Landkreis Stade sowie im Süden an das Landschaftsschutzgebiet „Schwinge und Nebentäler“. Das Gebiet steht seit dem 16. Januar 2017 unter Naturschutz. Zuständige untere Naturschutzbehörde ist der Landkreis Rotenburg (Wümme).

## Beschreibung
Das Naturschutzgebiet liegt zwischen Bremervörde und Stade in der Zevener Geest. Es stellt einen Teil des oberen Schwingetals unter Schutz, das hier von Mähgrünland unterschiedlicher Nutzungsintensität und Feuchtegrade auf entwässertem Hochmoorboden sowie einem Moorwaldkomplex geprägt ist. Im Südosten verläuft die Schwinge, die hier die Grenze zum Landkreis Stade markiert.
Die Schwinge wird von Röhrichten, Seggenrieden und Hochstaudenfluren begleitet. Im Bachlauf siedelt teilweise flutende Wasservegetation. Im Naturschutzgebiet kommen u. a. Walzen-, Schwarzschopf- und Rasensegge, Winterschachtelhalm, Wassergreiskraut, Sumpfdotterblume und Königsfarn vor. Die Schwinge ist Lebensraum des Fischotters sowie im Bereich des Naturschutzgebietes potentieller Lebensraum von Fluss-, Bach- und Meerneunauge sowie Lachs, die alle in der Schwinge vorkommen, im Bereich des Naturschutzgebietes aber kein signifikantes Vorkommen haben. Das Naturschutzgebiet ist potentieller Lebensraum verschiedener Wiesenvögel wie Kiebitz, Uferschnepfe und Bekassine. Der Moorwald wird in erster Linie von Moorbirke und Waldkiefer gebildet. Dazu gesellen sich Sandbirke, Eberesche und Schwarzerle sowie Faulbaum, Ohrweide und Gagel.
Das Naturschutzgebiet grenzt im Nordosten an ein Waldgebiet als Bestandteil des FFH-Gebietes „Schwingetal“. Nach Südosten grenzt weiteres Grünland, das ebenfalls innerhalb des FFH-Gebietes liegt, an das Naturschutzgebiet. Nach Westen und Süden grenzt überwiegend intensiv genutztes und außerhalb des FFH-Gebietes liegendes Grünland an das Naturschutzgebiet. Im Süden quert ein Wirtschaftsweg das Naturschutzgebiet.